# Philodendron devansayeanum
Philodendron devansayeanum är en kallaväxtart som beskrevs av Lucien Linden. Philodendron devansayeanum ingår i släktet Philodendron och familjen kallaväxter.
Artens utbredningsområde är Peru. Inga underarter finns listade.